# Sweet People
Sweet People è un singolo della cantante ucraina Al'oša, pubblicato il 25 marzo 2010 da Catapult Music.
È stato scritto in lingua inglese dalla stessa cantante, che ha anche collaborato alla sua composizione con Borys Kukoba e Vadym Lysycja.
Il brano ha rappresentato l'Ucraina all'Eurovision Song Contest 2010, classificandosi al 10º posto nella finale dell'evento.
Inoltre, il 26 aprile 2020, in occasione della Giornata internazionale della memoria del disastro di Chernobyl il suo brano Sweet People è andato in onda su Rai Radio 1 .

## Testo e composizione
Il brano è stato scritto da Al'oša (utilizzando il proprio nome, ossia Olena Oleksandrivna Kucher-Topol'ja) ed è stato composto, oltre che da lei stessa, anche da Borys Kukoba e Vadym Lysycja, produttore del singolo.
In una conferenza stampa la cantante ha affermato che il messaggio della canzone era a favore della protezione dell'ambiente. Lei stessa infatti nacque pochi giorni dopo il disastro di Černobyl, ritenuto una delle pagine nere della storia ucraina.
L'intero brano è un susseguirsi di domande rivolta alle "dolci persone" (in inglese: sweet people), come "What have we done?" (Cosa abbiamo fatto?) o "Have you no love for mankind?" (Non provate amore per il genere umano?) che spingono ad interrogarsi sulle azioni negative compiute dal genere umano nei confronti dell'ambiente.

## Video musicale
Il video musicale è stato pubblicato il 18 maggio 2010 sul canale ufficiale YouTube dell'Eurovision Song Contest. Esso è ambientato nella città deserta di Pryp"jat', anche se è stato girato perlopiù in uno stabilimento industriale abbandonato di Kiev. L'intenzione iniziale era di girare l'intera videoclip a Pryp''jat', tuttavia i livelli di radiazioni lo resero impossibile.

## Partecipazione all'Eurovision Song Contest
Inizialmente l'emittente ucraina NTU aveva annunciato che il cantante Vasyl' Lazarovyč era stato selezionato come rappresentante della nazione all'Eurovision Song Contest 2010, ospitato dalla città norvegese di Bærum, a pochi chilometri da Oslo. Fu allestita una selezione nazionale per il brano, che decretò vincitore il singolo I Love You.... Pochi giorni dopo l'emittente annunciò che si sarebbe tenuta una seconda selezione, alla quale presero parte 20 artisti, vinta da Al'oša con To Be Free. Il singolo è stato sostituito da Sweet People poiché già pubblicato in un album del 2008.
L'Ucraina si è esibita 8ª nella seconda semifinale, classificandosi al 7º posto con 77 punti e qualificandosi per la finale, dove, esibendosi 17ª, si è classificata 10ª con 108 punti.

## Classifiche
| Classifica (2010) | Posizione massima |
| ----------------- | ----------------- |
| Svizzera          | 73                |